# گودمن (میزوری)
گودمن (به انگلیسی: Goodman) یک شهر در ایالات متحده آمریکا است که در شهرستان مک‌دونالد، میزوری واقع شده‌است. گودمن ۳٫۴۴ کیلومتر مربع مساحت و ۱٬۲۴۸ نفر جمعیت دارد و ۳۸۱ متر بالاتر از سطح دریا قرار دارد.